# Мажугин, Андрей Иванович
Андрей Иванович Мажугин (род. 26 мая 1963, Ангарск, Иркутская область) — советский и российский хоккеист, защитник, нападающий. Мастер спорта.

## Биография
Воспитанник ангарского хоккея, первый тренер В. Д. Соколов. Выступал за команды «Ермак» Ангарск (1979/80 — 1981/82), «Сокол» Киев (1982/83 — 1983/84, 1998/99), «Динамо» Харьков (1984/85 — 1990/91), СКА Хабаровск (1991/92), «Металлург» Магнитогорск (1991/92 — 1993/94), «Торпедо» Нижний Новгород (1994/95 — 1997/98), «Нефтехимик» Нижнекамск (1997/98 — 1998/99), «Альба Волан» Секешфехервар (Венгрия, 1999/2000), «Энергия» Кемерово (2000/01, 2001/02), «Металлург» Серов (2001/02, 2002/03), «Барвинок» Киев (2004/05).
Сын Андрей (род. 1991) играл в хоккей на молодёжном уровне.